# Banque interaméricaine de développement
Pour les articles homonymes, voir BID et IDB.
La banque interaméricaine de développement abrégé en BID (en anglais : Inter-American Development Bank abrégé en IDB) est une organisation financière au niveau international qui a son siège à Washington (États-Unis), créée en 1959 dans le but de financer des projets viables dans le développement économique, social et institutionnel tout en promouvant l'intégration commerciale au niveau régional en Amérique latine et dans les Caraïbes.

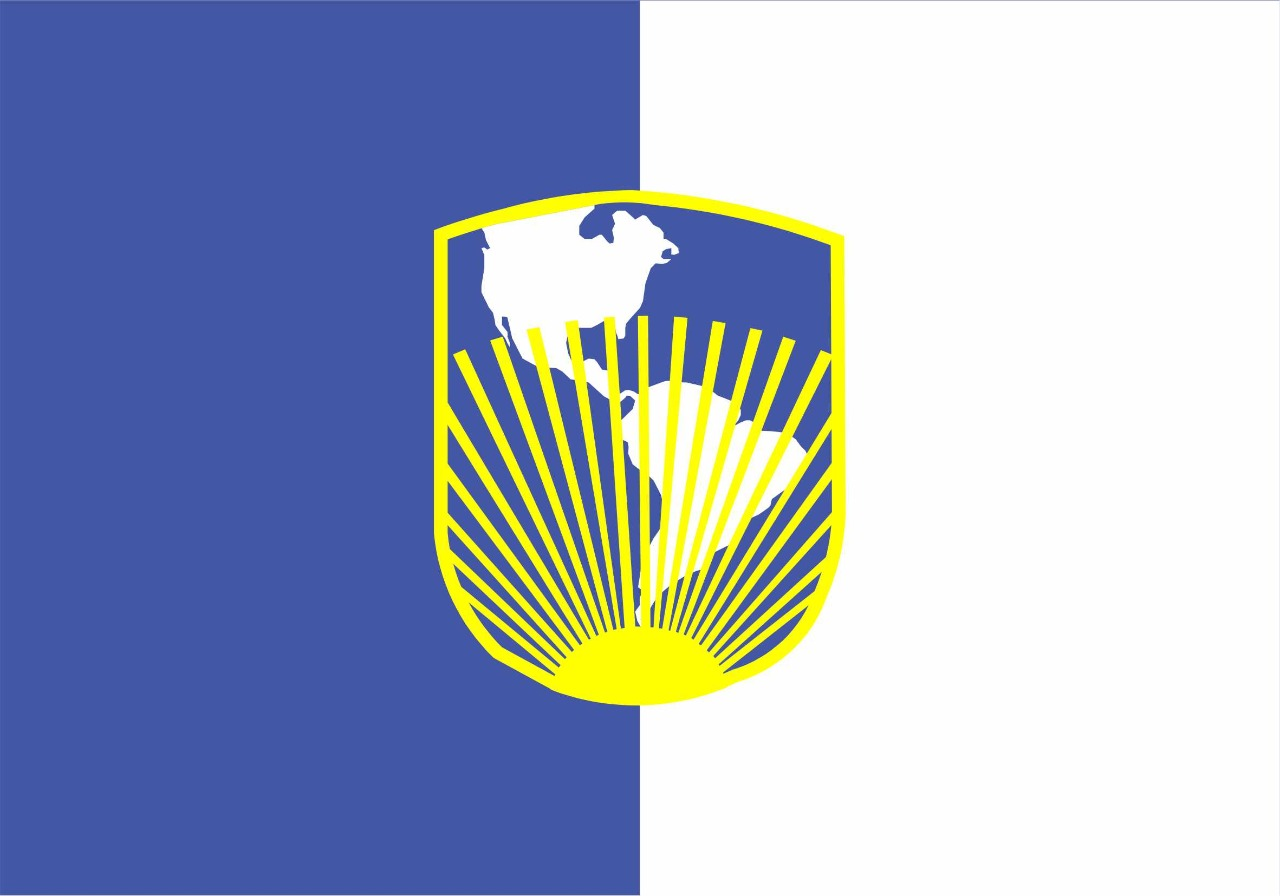
Drapeau de la BID.

Elle a été proposée par le président brésilien Juscelino Kubitschek en 1958. Approuvé par l'Organisation des États américains, elle est officiellement fondée en décembre 1959
Reina Irene Mejia, du Honduras, est présidente par intérim à la suite du limogeage le 26 septembre 2022 du cubano-américain Mauricio Claver-Carone, président de l'institution depuis le 1er octobre 2020.
Plusieurs Belges ont fait partie du staff, entre autres Willy Van Rijckeghem qui dirigea les études économiques entre 1982 et 1996, Philippe Dewez, qui fut le représentant de la BID en Bolivie, Salvador, Guatemala et Haïti, où il perdit la vie lors du grave séisme de janvier 2010, et Baudouin Duquesne qui fut représentant de la BID en Bolivie entre 2008 et 2014, au Venezuela de 2014 à 2017 et au Nicaragua de 2017 à 2022.

## Noms officiels

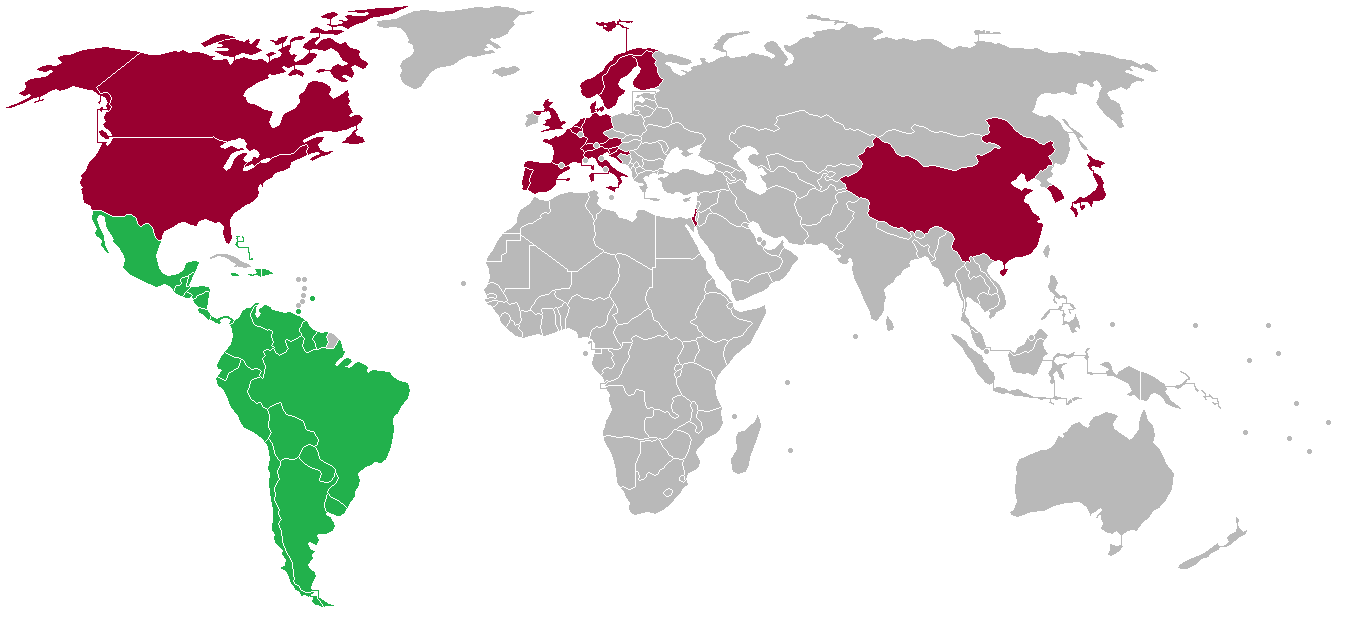
Carte des 48 membres de la Banque interaméricaine de développement (membres emprunteurs en vert, membres non emprunteurs en rouge). Le 48e état membre est la Chine depuis le 12 janvier 2009.

La banque porte respectivement comme nom dans ses autres langues officielles : en portugais, Banco Interamericano de Desenvolvimento, et en espagnol : Banco Interamericano de Desarrollo. En anglais, elle est dénommée Inter-American Development Bank, l'acronyme anglais en étant IDB, parfois IADB.

## Présidents
Une tradition non-écrite veut que le président soit issu d'un pays d'Amérique latine. À l'été 2020 la pandémie de coronavirus et la contestation de cette tradition par les États-Unis (Donald Trump soutient en effet Mauricio Claver-Carone, un de ses principaux conseillers sur l’Amérique latine, né en Floride avec une ascendance cubaine), créé des tensions et reporte la désignation. M. Claver Carone est finalement désigné le 12 septembre, avec  66,8 % des voix. Cette nomination vise notamment à évincer la Chine de certains contrats à travers l’imposition de nouvelles conditionnalités aux prêts octroyés par l'organisme. Il est limogé le 26 septembre 2022 par le conseil des gouverneurs de la BID après qu’une enquête a conclu qu’il avait entretenu une relation intime avec une subordonnée à qui il accordé une augmentation de salaire de 45 % en un an. La vice-présidente exécutive, Reina Irene Mejía, a occupé le poste de présidente par intérim jusqu'à l'élection d'Ilan Goldfajn le 20 novembre 2022. Goldfajn a pris ses fonctions le 19 décembre de la même année.
- 2022- actuellement: Ilan Goldfajn
- 2022-2022 : Reina Irene Mejía  (par intérim)
- 2020-2022 : Mauricio Claver-Carone
- 2005-2020 : Luis Alberto Moreno
- 1988-2005 : Enrique V. Iglesias
- 1971-1988 : Antonio Ortiz Mena
- 1960-1970 : Felipe Herrera

## Organisations internationales similaires
- Banque africaine de développement (BAD)
- Banque asiatique de développement (ADB)